# Meliosma tenuis
Meliosma tenuis är en tvåhjärtbladig växtart som beskrevs av Carl Maximowicz. Meliosma tenuis ingår i släktet Meliosma och familjen Sabiaceae. Inga underarter finns listade.